# John Philpot Curran
Pour les articles homonymes, voir Philpot, Curran et John Curran.

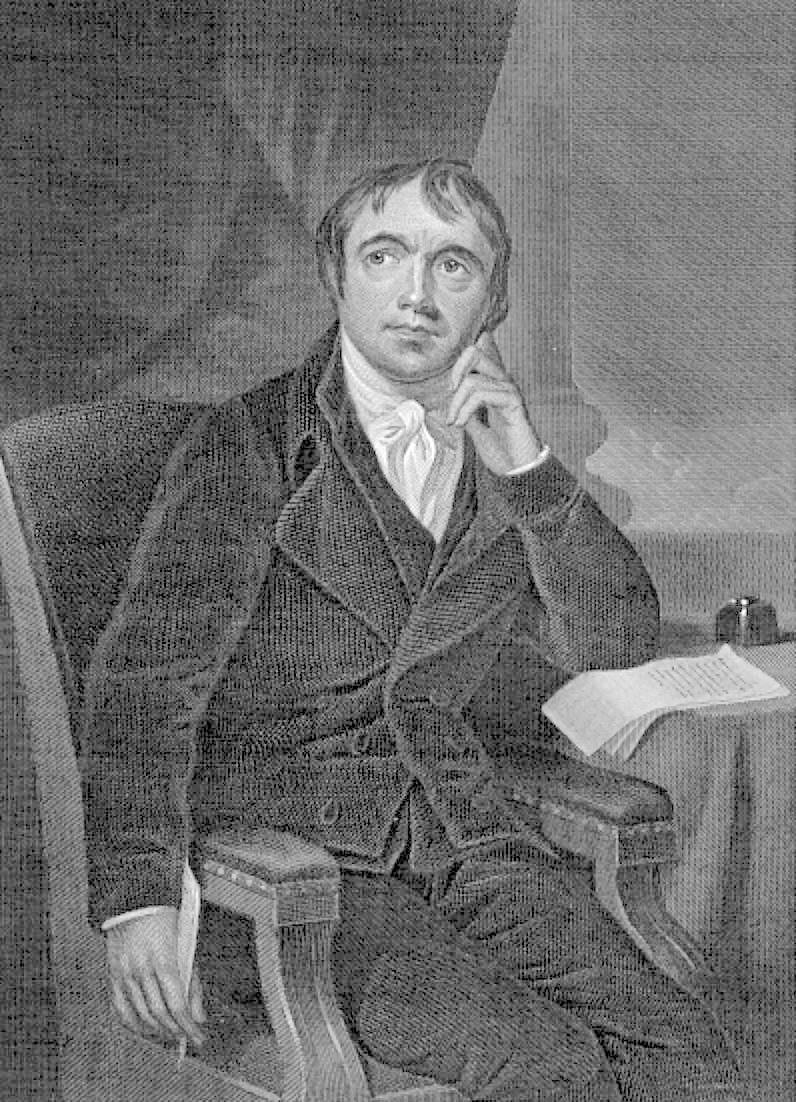
John Philpot Curran

John Philpot Curran (24 juillet 1750 - 14 octobre 1817) est un avocat irlandais, né près de Cork.
Il acquit par son talent et son patriotisme une grande réputation; fut nommé en 1784 membre de la Chambre des communes irlandaise, et devint sous la vice-royauté du duc de Bedford greffier de la chancellerie (master of rolls). Il défendit en toute occasion les droits de ses compatriotes, et se fit remarquer par cette éloquence fougueuse et imagée qui semble propre aux Irlandais. Un recueil de ses discours a été publié en 1805. Son fils a écrit sa Vie, Londres, 1819.

## Œuvres
- (en) Speeches of the right honourable John Philpot Curran,... with a memoir by a barrister, J. Duffy Publisher, Dublin, 1843, LXXIV-482 p., (BNF 30292101).

## Source
Cet article comprend des extraits du Dictionnaire Bouillet. Il est possible de supprimer cette indication, si le texte reflète le savoir actuel sur ce thème, si les sources sont citées, s'il satisfait aux exigences linguistiques actuelles et s'il ne contient pas de propos qui vont à l'encontre des règles de neutralité de Wikipédia.